# شوشة
قرية شوشة هي إحدى القرى التابعة لمركز سمالوط بمحافظة المنيا في جمهورية مصر العربية. حسب إحصاءات سنة 2006، بلغ إجمالي السكان في شوشة 20774 نسمة، منهم 10760 رجلا و10014 امرأة.